# Opolánky
Opolánky (deutsch Klein Opolan) ist ein Ortsteil der Gemeinde Opolany in Tschechien. Er liegt neun Kilometer östlich von Poděbrady und gehört zum Okres Nymburk.

## Geographie
Opolánky befindet sich beiderseits des Sánský kanál auf der Ostböhmischen Tafel. Im Norden erhebt sich der Oškobrh (Wolfsberg), südlich fließt die Cidlina. Durch das Dorf führt die Bahnstrecke Velký Osek–Trutnov, die Bahnstation in Opolánky trägt die Bezeichnung "Sány".
Nachbarorte sind Oškobrh im Norden, Hradčany und Báň im Nordosten, Badra, Libněves und Dobšice im Osten, Sány im Süden, Opolany im Westen sowie Mlýnek, Odřepsy und Vlkov pod Oškobrhem im Nordwesten.

## Geschichte
Die Familiantensiedlung Oberoppolan wurde 1777 im Zuge der Raabisation der  Herrschaft Kolín am linken Ufer des Sánský kanál angelegt. Das Dorf bestand ursprünglich aus einer Häuserreihe, die um den zentralen Dorfplatz in rechteckiger Form angelegt wurde.
Nach der Aufhebung der Patrimonialherrschaften bildete Oberoppolan/Hořejší Opolany ab 1850 einen Ortsteil der Gemeinde Odřepsy im Bezirk Poděbrady. Später wurden auch die Bezeichnungen Malé Opolany bzw. Horné Opolany verwendet. 1870 nahm die Eisenbahn von Groß Wossek nach Wostromer den Verkehr auf. 1898 entstand die Gemeinde Opolánky mit den Ortsteilen Oškobrh und Badra. 1919 wurde Oškobrh eigenständig. Zum 1. Januar 1961 wurde Opolánky nach Opolany eingemeindet und kam zugleich zum  Okres Nymburk. 1991 hatte der Ort 172 Einwohner. Im Jahre 2001 bestand das Dorf aus 83 Wohnhäusern, in denen 151 Menschen lebten.

## Sehenswürdigkeiten
- Berg Oškobrh, Aussichtspunkt und archäologische Fundstätte
- Sánský kanál, der zum Technischen Denkmal erklärte Wasserlauf nimmt östlich des Dorfes seinen Anfang.